# Tetuán
Tetuán (berbersky Tiṭṭawin, arabsky تطوان‎ Taṭwán či Tiṭwán, španělsky Tetuán, francouzsky Tétouan) je město na severu Maroka. Ve městě žije přibližně 423 tisíc obyvatel.
Oficiálním jazykem ve městě je arabština, část obyvatelstva ovládá španělštinu nebo francouzštinu. Nejrozšířenějším náboženstvím je islám, ale je zde také malá křesťanská menšina. Mezi roky 1913 a 1956 byl hlavním městem Španělského protektorátu v Maroku.

## Poloha
Tetuán leží u ústí řeky Martil, čtyřicet kilometrů na jih od Ceuty (španělské africké exklávy) a šedesát kilometrů na východ od Tangeru. Tetuán se nachází severně od pohoří Ríf, z jihu a ze západu je obklopen horami. V přímém okolí města jsou sady, kde rostou pomerančovníky, mandloně, granátovníky a cypřiše.

## Dějiny
Okolí současného města bylo sídlo již v době starověkého Říma. Tetuán hrál v historii Maroka důležitou roli jako kontaktní místo s Andalusií na druhém břehu Gibraltarského průlivu. V období následujícím po reconquistě jižní části Pyrenejského poloostrova se město stalo útočištěm mnoho Morisků, které ze Španělska vyhostil křesťanský král Filip III. Urbanismus a architektura historického města (mediny) jsou ovlivněny právě andaluskou kulturou přicházejích uprchlíků. Medina se zachovala do současnosti a od roku 1997 je zapsána na seznamu světového kulturního dědictví UNESCO. Je to poměrně uzavřený blok budov ohraničený v minulosti 5 km dlouhou hradbou, bez výraznějších staveb v jiném slohu, než původním andaluském. Španělský vliv je možné vidět i na stavbách okolní novodobé zástavby z období španělského protektorátu.

## Fotogalerie

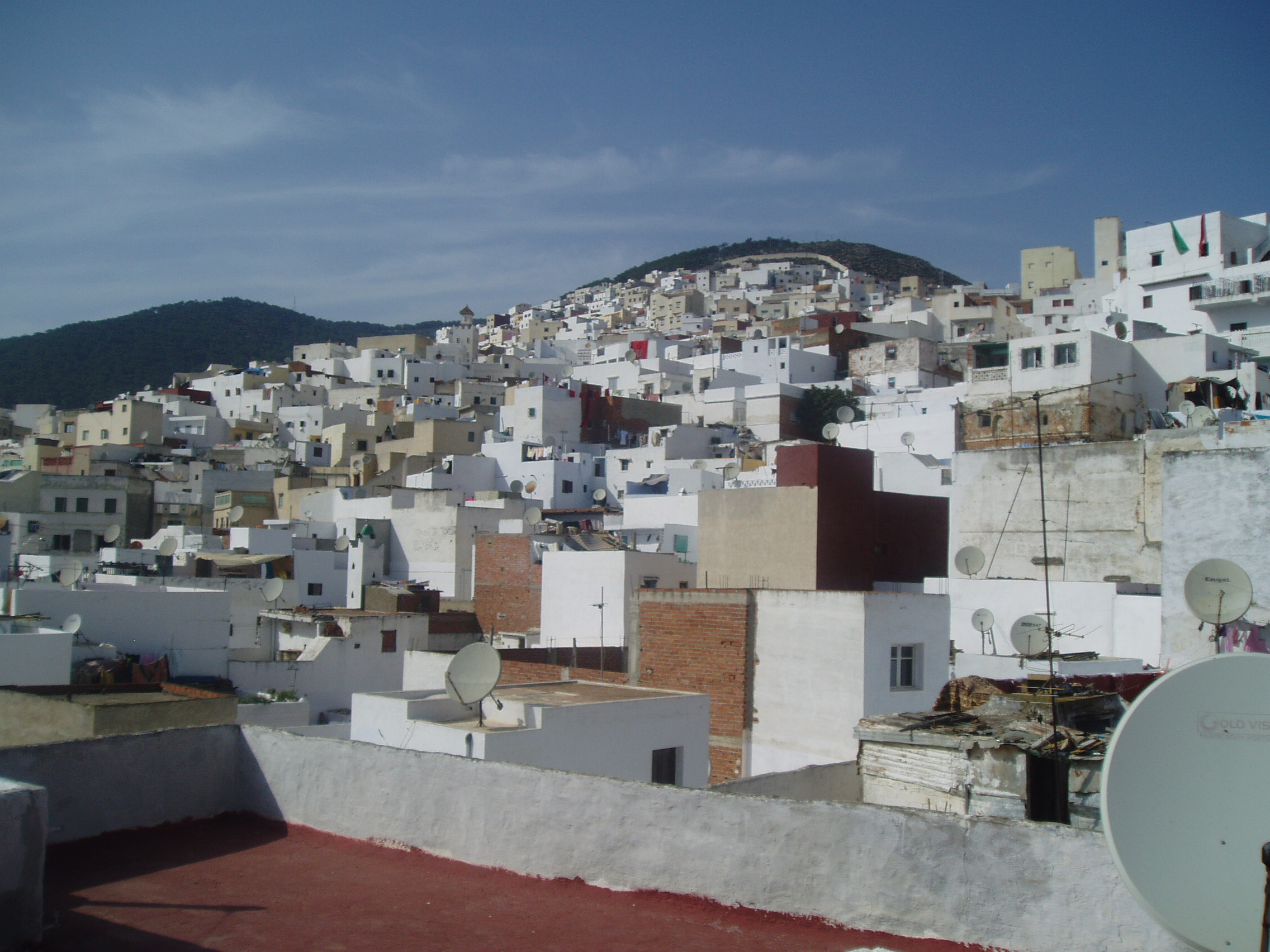
Medina
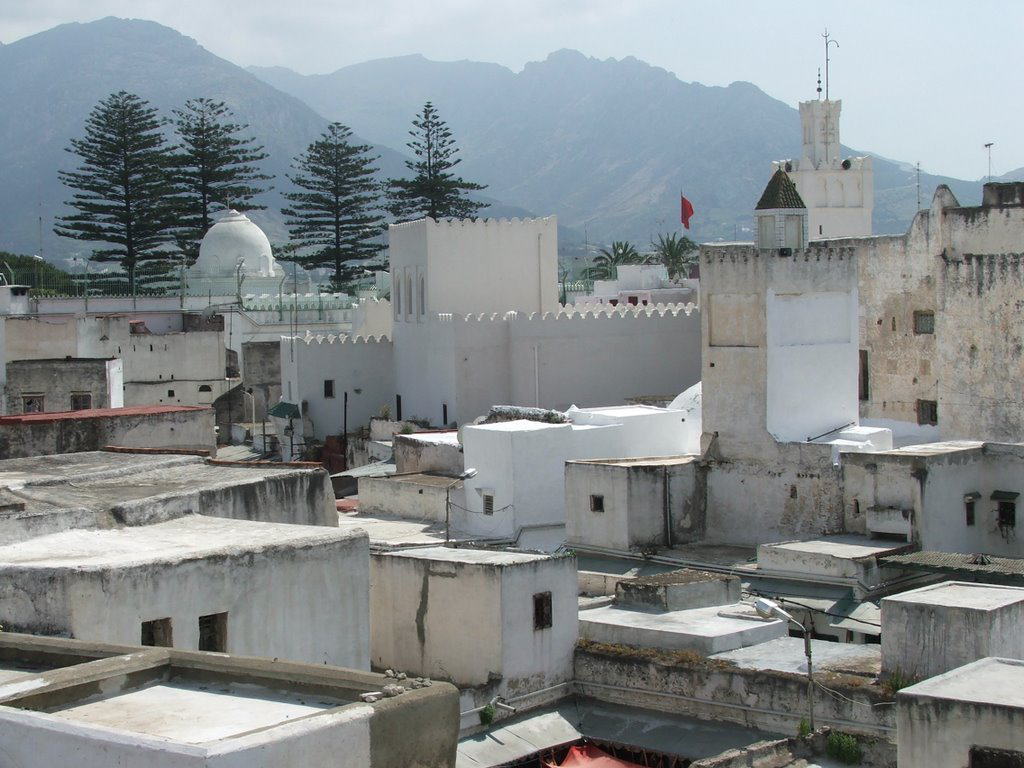
Střechy mediny
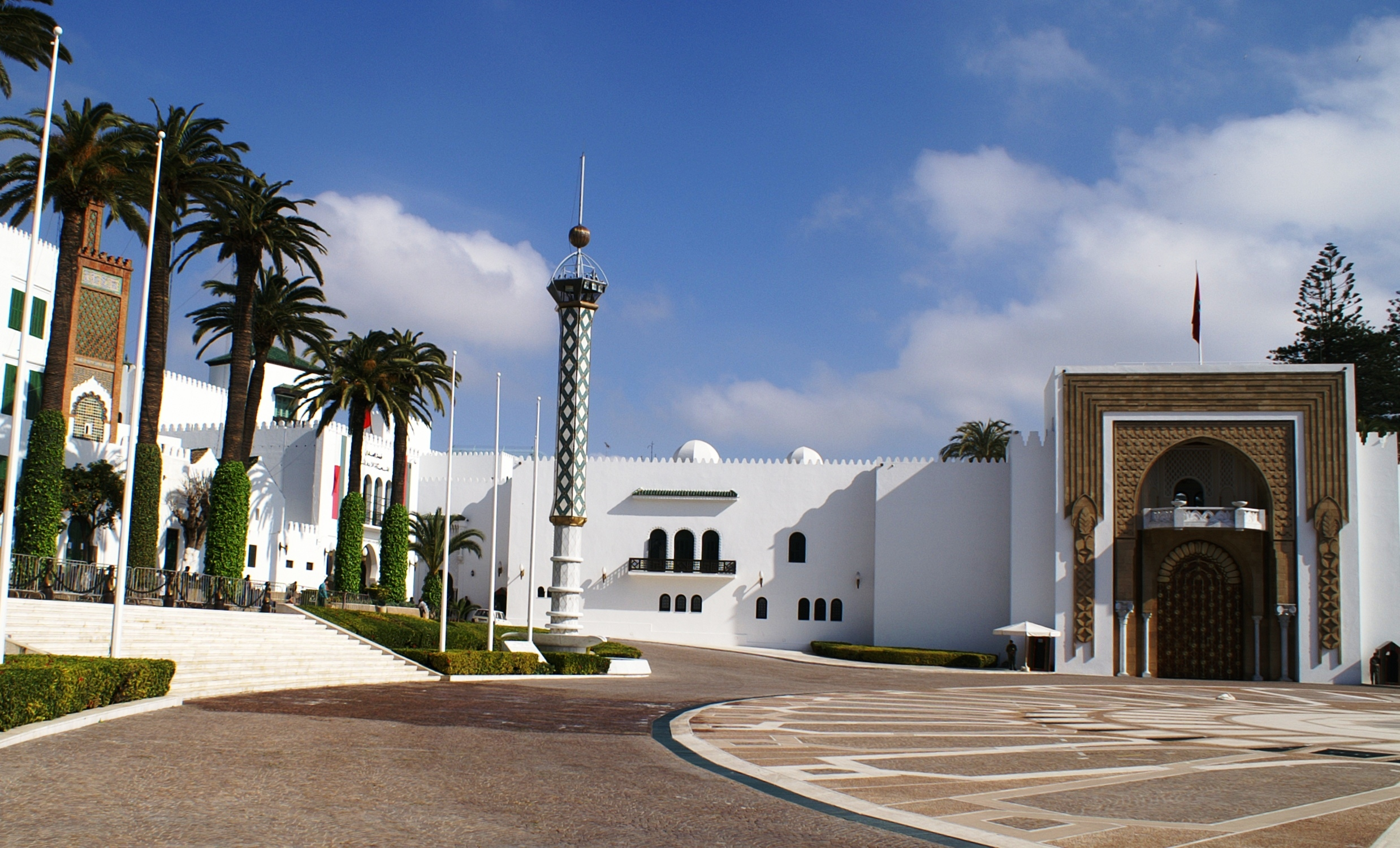
Královský palác
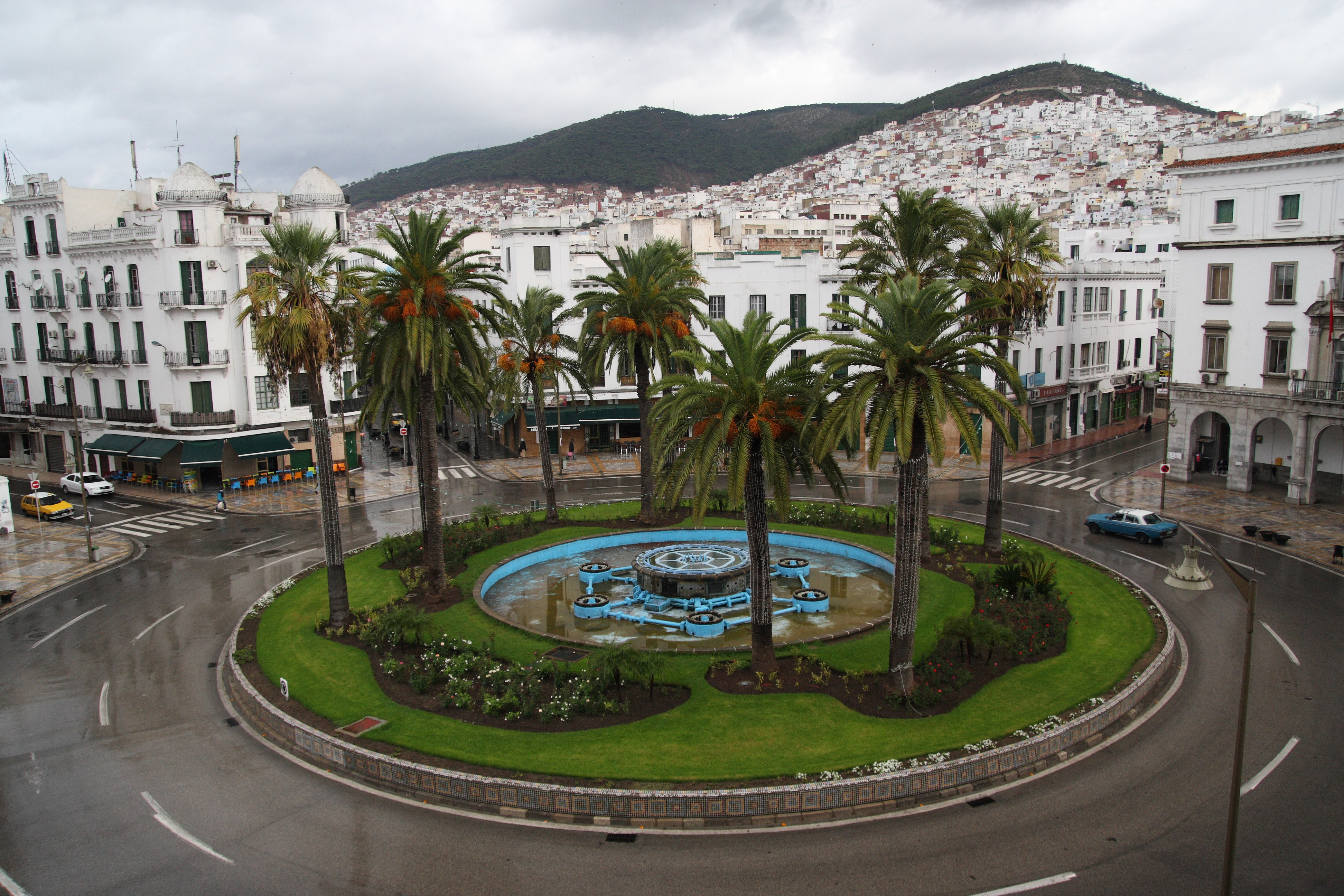
Náměstí Moulay el Mehdi

## Partnerská města
- Granada, Španělsko
- Píñar, Španělsko
- Santa Fe, Argentina
- Terrasa, Španělsko